# 9 × 18 mm Ultra

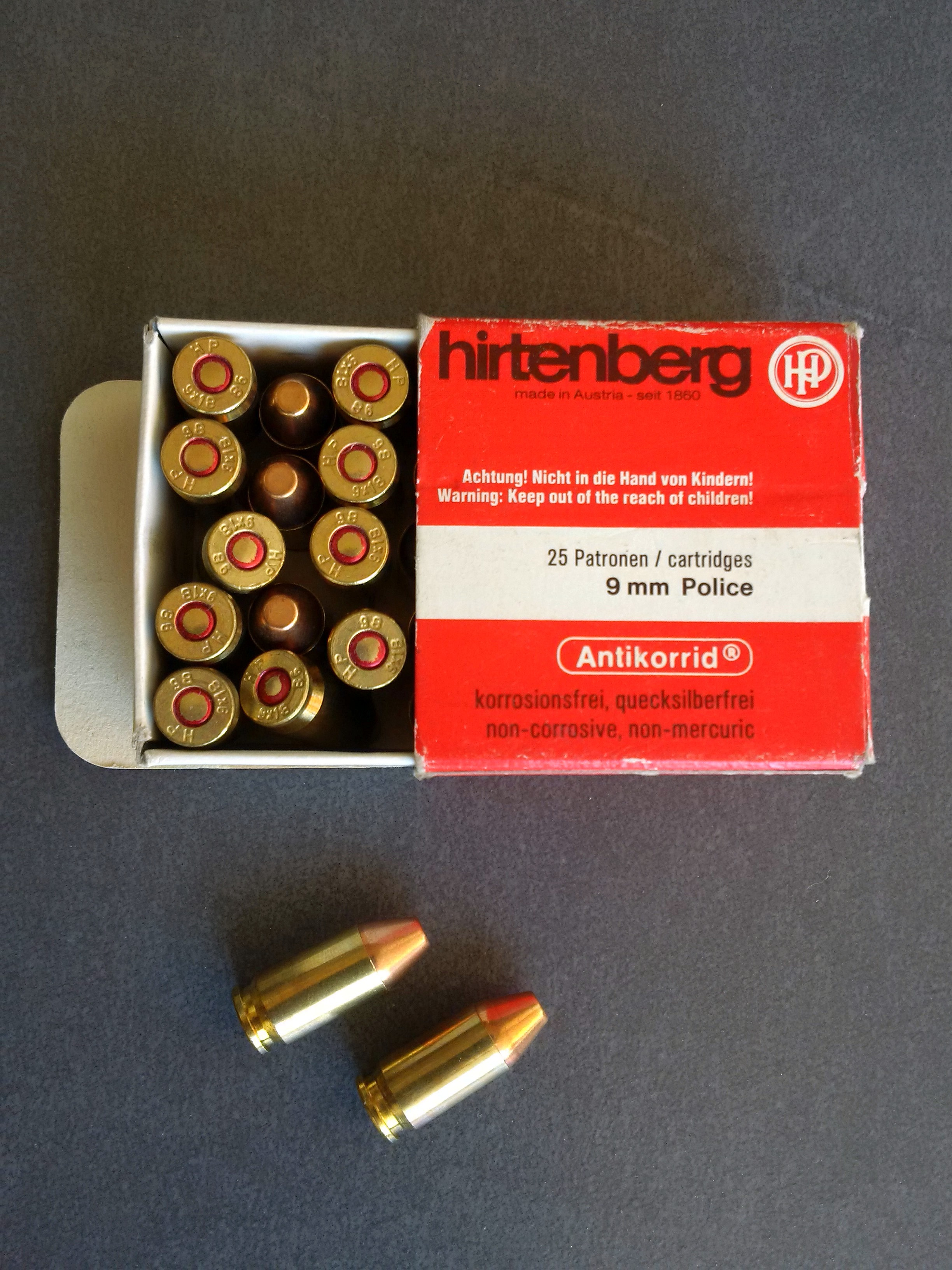
Náboje 9 × 18 mm Ultra

9×18 mm Ultra je německý pistolový náboj. Byl vyvinut v roce 1936 pro Luftwaffe, ale v té době nebyl využit. V letech 1972–1973, zbrojovka Walther uvedla Walther PP Super komorovaný pro tento náboj pro Německou spolkovou policii. Pistole Walther PP Super se vyráběla do roku 1979. Náboj byl uvolněn pro civilní trh v roce 1975.
Vedle Walther PP Super byly pro tento náboj vyráběny také pistole SIG Sauer P230, Mauser HSc-80, a Benelli B76.
Náboj 9 × 18 mm Ultra není zaměnitelný s nábojem 9 × 18 mm Makarov.